# سیارک ۵۸۰۷
سیارک ۵۸۰۷ (به انگلیسی: 5807 Mshatka، نام‌گذاری: 1986QA4) پنج هزار و هشتصد و هفتمین سیارک کشف شده‌است که در ۳۰ اوت ۱۹۸۶ کشف شد.
قدر مطلق سیارک برابر ۱۲٫۵۰ است.